# Centro Universitário Ruy Barbosa Wyden
O Centro Universitário Ruy Barbosa - Wyden (UniRuy - Wyden), é uma instituição de ensino superior privada brasileira sediada em Salvador. Possui três câmpus: Rio Vermelho, Avenida Paralela e na Pituba.  A Faculdade Ruy Barbosa de Direito e Administração iniciou sua trajetória acadêmica em 1989, tendo como suporte a Academia Baiana de Ensino, Pesquisa e Extensão, sua entidade mantenedora. No ano de 2008 passou a incorporar a Faculdades Nordeste (FANOR). Em 2009, a FANOR passou por uma reorganização societária passando a ser gerida pela DeVry, Inc., mais tarde denominada Wyden Educacional, instituição comprada em 2019 pela YDUQS, controladora da Universidade Estácio de Sá. Hoje pertence ao grupo Wyden. 
Em 2023, a UNIRUY Wyden oferece aproximadamente 55 cursos de graduação e pós-graduação nas modalidades à distância (EAD), semipresencial e presencial.